# ラフィン・スカル
ラフィン・スカル (英:Laughing Skull) は、中央アメリカ・ドミニカ共和国の民間伝承に登場する怪物である。

## 概要
直訳すると「笑う髑髏」で、切り裂くような声で笑い、その声を聞いた者は心臓が凍り付いて死ぬと伝えられた。19世紀頃にドミニカで広まり、当時の人々を恐れさせた。頭部は、体の重要な器官であり、その外観から生来の姿を特定しやすいという面があった。そのため、「頭蓋骨には死後も魂が宿る」「死後も魔力によって喋ったり、動いたりする」と信じられた。このような考え方は世界各地で見られ、大半は不吉な存在と認識されている。

## ファッション
腕時計やペンダント、指輪、ジッポーなどのデザインとしてラフィン・スカルを取り入れたものが存在する。

## フィクション
女神転生シリーズにラフィン・スカルが登場する。